# Глинский, Александр
Александр (ум. после 1399) — согласно родословной легенде, первый князь Глинский, родоначальник княжеского рода Глинских.

## Биография
Происхождение Александра документально не подтверждено. В ряде частных родословных утверждается, Алекса, сын Мансура (который якобы был сыном темника Мамая), перешёл вместе с вотчиной на службу к князю Витовту. Крестившись в Киеве, он принял имя Александр. В той же родословной указывается, что от Витовта он получил во владение волость Станко, а также города Хозоров, Сереков и Гладковичи. В начале XVI века была составлена родословная Глинских, которая получила на Руси название «Подлинный родослов Глинских князей». В ней утверждалось, что на службу к Витовту перешёл не только Александр, но и его сын Иван. Эта вотчина, получившая название княжества Глинского, входило на правах удельного княжества в состав великого княжества Литовского, а также родоначальником (также вместе с отцом) рода князей Глинских, представительницей которого является, в частности, Елена Глинская, мать русского царя Ивана Грозного.
Однако отношение к версии происхождения Глинских от Мамая уже в XVI веке было критическим, вероятно поэтому она не попала в Государев родословец.
В различных неприжизенных косвенных источниках упоминается под разными именами, — Александр, Алекса, Алеска, Алеша, Лекса, Лексада, Лесхард, Олекса, Олеско, — из достоверных прижизненных источников неизвестен.
Согласно родословным, у Александра был сын Иван, за которого князь Витовт выдал замуж Анастасию, дочь князя Даниила Острожского, родоначальника князей Острожских.
Родословные утверждают, что Александр и Иван принимали в 1399 году участие в битве на Ворскле, и что именно благодаря их действиям Витовт избежал плена и вернулся в Литву. Однако описание битвы полностью совпадает с текстами русских летописей (кроме советов князей Глинских Витовту), поэтому, вероятнее всего, попало в родословие именно из летописей.
Судя по источникам, во время восстания князя Свидригайла против князя Витовта хан Едигей разорил владения Витовта, разграбил и выжег церкви, в частности, окрестности Киева и Печерскую Лавру. Против орды Едигея устоял только киевский замок. Чернигов в это время только начал обустраиваться, также как и Глинск, который уже существовал и принадлежал князю Лексаде.
В Любецком синодике под номером 31 упоминается князь Иван Глинский, которого Р. В. Зотов идентифицирует с Иваном Александровичем Глинским. По версии историка, князь мог попасть в синодик, поскольку владел землями в Черниговском княжестве, в том числе городом Хоробор. По версии историка А. В. Кузьмина, наличие Ивана в синодике указывает на то, что Глинские могли происходить от Ольговичей (одной из ветвей Рюриковичей).

## Комментарии
1. ↑  Родословная князей Глинских в московских родословных книгах XVI−XVII вв.:
1) полный текст в книге, опубликованной под условным названием «список А», конца XVI в.;
2) полный текст в так называемой «Келейной книге» начала XVII в.;
3) неполный текст в так называемом «Синодальном списке» начала XVII в.;
4) очень краткая заметка о Глинских в оглавлении так называемой «Бархатной книги» конца XVII в. — см. Шенников А. А., 1981
2. ↑  Также Мансуркиян, Мансур-Кият — Московская родословная книга (т .наз., «список А»), конец XVI в. — см. Шенников А. А., 1981
3. ↑  Также Мансуркиан, Маркисуат — «Келейная книга», начало XVII в. — см. Шенников А. А., 1981
4. 1 2  «К Великому Князю Витовту Кестутьевичу Литовскому приехал служити Татарин Князь Лекса, да крестился и по крещении имя ему Александр», — «Синодальный список», начало XVII в. — см. Шенников А. А., 1981